# Việt Nam và Ngân hàng Thế giới
Việt Nam gia nhập Nhóm Ngân hàng Thế giới (WBG) vào ngày 21 tháng 9 năm 1956. Trước giữa những năm 1980, Việt Nam là một trong những nước kém phát triển nhất thế giới. Một loạt cải cách kinh tế và chính trị được thực hiện vào năm 1986, được gọi là Đổi mới, đã khiến Việt Nam có tốc độ tăng trưởng và phát triển kinh tế nhanh chóng, trở thành một nước có thu nhập trung bình thấp hơn. Ngân hàng Thế giới (WB) đã duy trì quan hệ đối tác phát triển với Việt Nam từ năm 1993. Tính đến ngày 25 tháng 3 năm 2019, Ngân hàng Thế giới đã cam kết cho Việt Nam tổng cộng 24 tỷ USD vốn vay, tín dụng và viện trợ không hoàn lại thông qua 165 hoạt động và dự án, 44 trong số đó hoạt động tính đến năm 2019 và trị giá 9 tỷ đô la Mỹ. Với tỷ lệ nghèo cùng cực ước tính dưới 3% và tốc độ tăng trưởng GDP năm 2018 là 7,1%, nền kinh tế Việt Nam tiếp tục thể hiện sức mạnh cơ bản và được hỗ trợ bởi nhu cầu trong nước mạnh mẽ và sản xuất hướng tới xuất khẩu.
Trong nỗ lực hỗ trợ cải cách ở Việt Nam và thúc đẩy đất nước chuyển từ nền kế hoạch hóa tập trung sang nền kinh tế dựa trên thị trường, quan hệ đối tác của WB với Việt Nam đã chứng kiến hơn 270 dự án hoặc tư vấn và các hoạt động phân tích được thực hiện thông qua quan hệ đối tác chiến lược với bốn trong năm tổ chức của WBG, bao gồm các lĩnh vực bao gồm các công tác xóa đói giảm nghèo, giáo dục, nông thôn và thành thị dịch vụ, cơ sở hạ tầng, năng lượng mới, và bảo vệ môi trường. WB và chính phủ Việt Nam đã nỗ lực chung để cải thiện sự phát triển của Việt Nam, bao gồm tăng cường năng lực cạnh tranh, cải thiện tính bền vững và tăng cơ hội cho người nghèo.
Về lập kế hoạch trong tương lai, Việt Nam và WB đang ưu tiên "tăng trưởng bao trùm, đầu tư vào con người, bền vững môi trường và quản trị tốt", như được minh họa trong Khung Đối tác Quốc gia mới (CPF), đã được phê duyệt và tán thành bởi WBG vào tháng 5 năm 2017. Dựa trên các phân tích từ hai báo cáo trước, CPF đã đưa ra một số thay đổi chiến lược, bao gồm tăng cường phát triển khu vực tư nhân, hỗ trợ bền vững tài chính và xóa đói giảm nghèo, cải thiện giáo dục và thúc đẩy sản xuất năng lượng các-bon thấp.

## Bối cảnh
Được thành lập vào những năm 1940, Ngân hàng Thế giới (WB) là một tổ chức tài chính quốc tế. WB đã phát triển thành Nhóm Ngân hàng Thế giới (WBG), bao gồm năm tổ chức liên quan chặt chẽ: Hiệp hội Phát triển Quốc tế (IDA), Ngân hàng Tái thiết và Phát triển Quốc tế (IBRD), Công ty tài chính quốc tế (IFC), Cơ quan bảo lãnh đầu tư đa phương (MIGA) và Trung tâm giải quyết tranh chấp đầu tư quốc tế (ICSID). Theo trang web của WB, thuật ngữ "Ngân hàng Thế giới" chỉ đề cập đến IBRD và IDA, "cung cấp các khoản vay lãi suất thấp, tín dụng không tính lãi và viện trợ không hoàn lại cho các nước đang phát triển".
Việt Nam gia nhập WBG ngày 21 tháng 9 năm 1956. Trước giữa những năm 1980, Việt Nam là một trong những nước kém phát triển nhất trên thế giới. Dưới thời Đổi Mới, một loạt các cải cách kinh tế và cải cách chính trị được đưa ra vào năm 1986, Việt Nam đã trải qua tốc độ tăng trưởng và phát triển kinh tế nhanh chóng, trở thành một nước có thu nhập trung bình thấp. The WB has maintained a development partnership with Vietnam since 1993. Tính đến  ngày 25 tháng 3 năm 2019, Việt Nam đã cam kết tổng cộng 24 tỷ USD cho vay, tín dụng và viện trợ không hoàn lại cho Việt Nam thông qua 165 hoạt động và dự án, 44 trong số đó đang hoạt động tính đến  năm 2019 và bao gồm 9 tỷ USD. ới tỷ lệ nghèo cùng cực ước tính dưới 3% và tốc độ tăng trưởng GDP là 7,1% trong năm 2018, Kinh tế Việt Nam tiếp tục thể hiện sức mạnh cơ bản và được hỗ trợ bởi nhu cầu trong nước mạnh mẽ và sản xuất hướng tới xuất khẩu.